# Vršnik
Vršnik – wieś w Słowenii, w gminie Kungota. 1 stycznia 2018 liczyła 126 mieszkańców.